# Sint-Andreaskerk (Velroux)

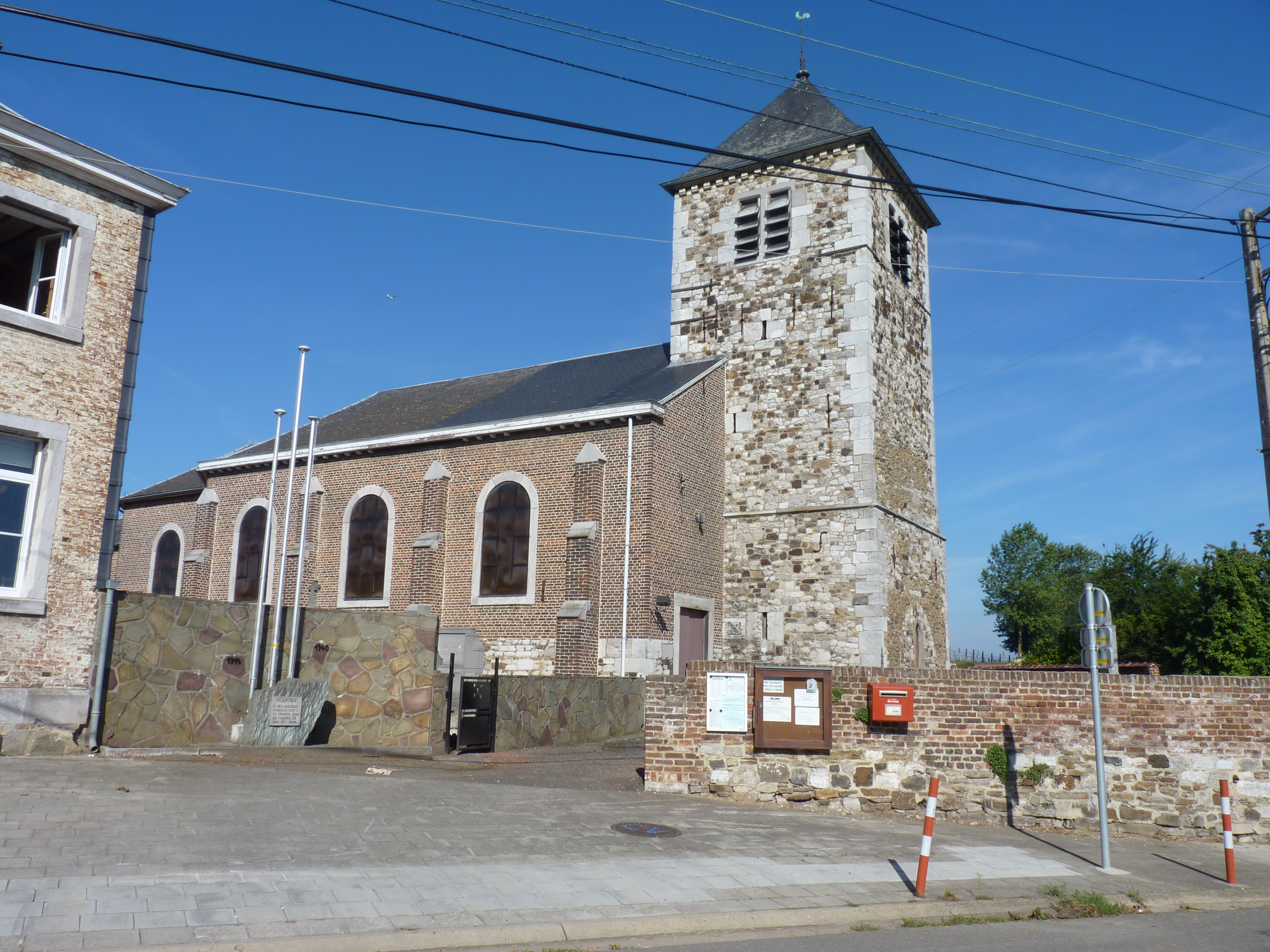
Sint-Andreaskerk

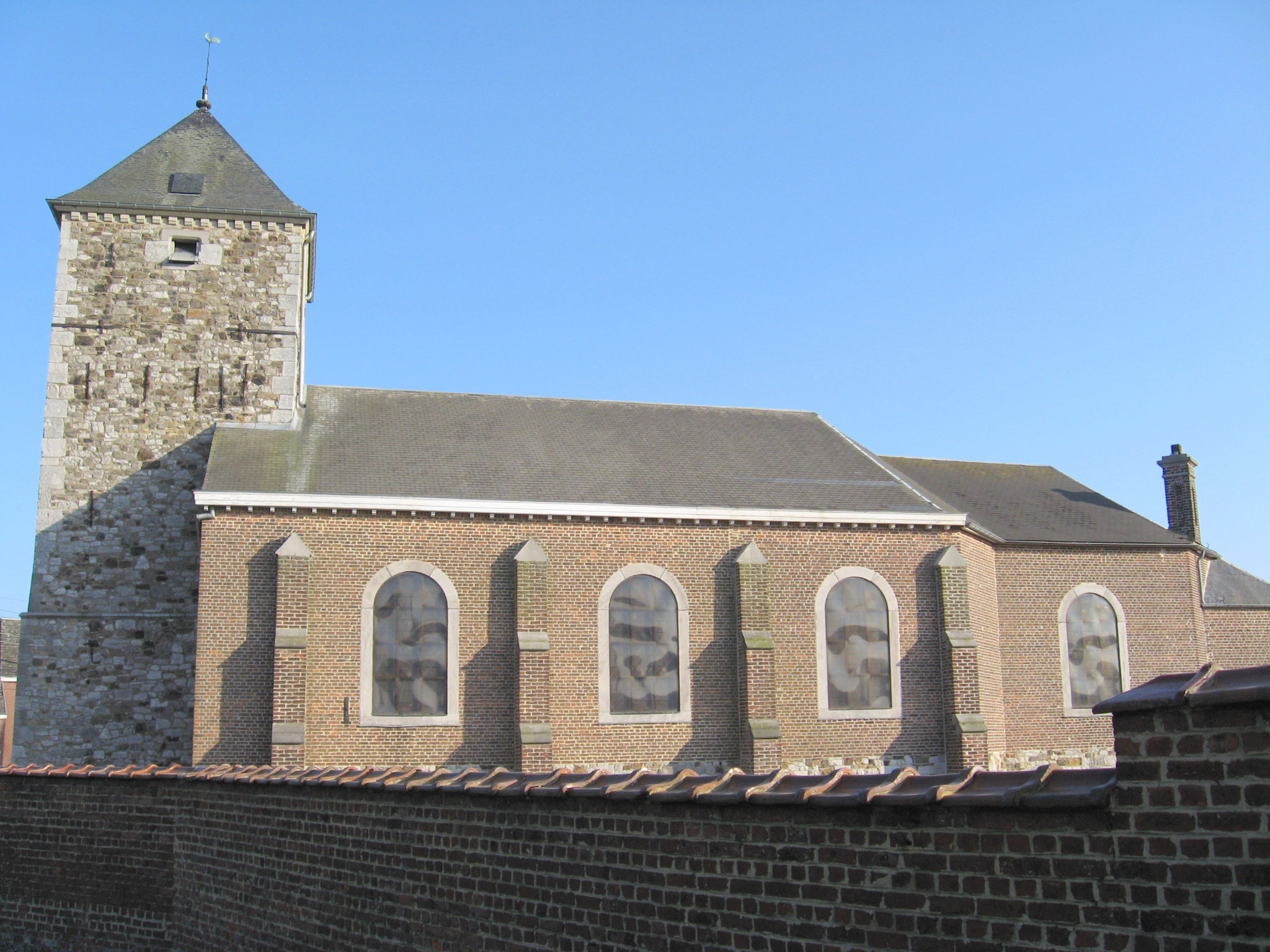
Sint-Andreaskerk

De Sint-Andreaskerk (Frans: Église Saint-André) is de parochiekerk van het tot de Belgische gemeente Grâce-Hollogne behorende dorp Velroux, gelegen aan de Rue du Village.

## Gebouw
De kerk heeft een aangebouwde vierkante oosttoren van omstreeks 1270, opgetrokken in blokken zandsteen en kalksteen. Deze toren bevat nog schietgaten. De voormalige ingang van de kerk, in breuksteen, is nog zichtbaar. In de 16e eeuw werd de toren enigszins gewijzigd.
Het schip en het koor, die ten westen van de toren liggen, werden in neoclassicistische stijl gebouwd in 1836. Het schip heeft steunberen. De sacristie is achter het koor gebouwd.
De kerk wordt deels omringd door een kerkhof.

## Interieur
De kerk bezit een 18e-eeuws hoofdaltaar en twee zijaltaren van 1836. De eiken orgelkast is van het midden der 18e eeuw. Een tafel met poten in de vorm van arendspoten is van omstreeks 1700. Beelden van Sint-Rochus en Sint-Sebastiaan in gepolychromeerd hout zijn uit het midden der 18e eeuw. Een 16e-eeuws kruisbeeld in geschilderd hout hangt buiten onder een afdak.
Er is een grafsteen van Arnold de Velroux van 1270.
Een in de noordzijde van de toren ingemetselde gevelsteen van 1550 toont de wapenschilden van de families Wihogne en Glimes. Een wijwaterbak is 18e-eeuws.